# 平間隼人
平間 隼人（ひらま はやと、1996年12月16日 - ）は、徳島県海部郡牟岐町出身のプロ野球選手（内野手）、野球指導者。右投左打。九州アジアリーグの北九州下関フェニックス所属。

## 経歴

### プロ入り前
「牟岐若潮クラブ」で軟式野球を始め、牟岐町立牟岐中学校では軟式野球部でエースを務めた。
高校はスポーツ科学科のある鳴門渦潮高に進学し、寮生活を送った。3年生のとき春季四国大会の決勝まで進むが、のちに徳島でチームメイトとなる岸潤一郎がエースを務めていた明徳義塾高に僅差で敗退した。夏には主将を務め、徳島大会決勝に進出したが、河野竜生擁する鳴門高に敗れ、準優勝で高校生活を終えた。

### IL・徳島時代
地元からプロ野球を目指したいという理由で、高校卒業後に四国アイランドリーグplus・徳島インディゴソックスに入団した。
初年度の2015年は木製バットに馴染むのに時間がかかり、森友哉（当時埼玉西武ライオンズ）を参考に打撃フォームを修正した結果、最終的には規定打席未達ながら打率3割を記録するとともに、シーズン後にはみやざきフェニックスリーグのリーグ選抜に、最年少でメンバー入りを果たした。
2016年は、リーグが実施した北米独立リーグのカナディアン・アメリカン・リーグとの交流戦遠征の選抜チームメンバーに選ばれた。この遠征では打率.328と、好成績を収めた。
2017年は当初新入団選手にポジションを奪われ、先発出場の機会が激減。それでも、後期には再び遊撃手のポジションを手にした。しかし、シーズン終了後に家庭の事情もあって退団・引退し、一般企業に就職して電気工事士となった。
就職先で軟式野球をプレーしていたが、野球への思いが募ってNPB入りを目指すことを決意し、2018年8月に徳島に再入団した。2018年後期は22試合に出場し、打率.269という成績だった。
2019年シーズンは再度の北米遠征メンバーとなるとともに、43盗塁を記録して最多盗塁のタイトルを獲得した。
同年10月17日、プロ野球ドラフト会議にて読売ジャイアンツから育成ドラフト1位指名を受け、11月19日、支度金240万円、年俸200万円（いずれも推定）で育成選手として入団契約に合意した。背番号は002。

### 巨人時代
2020年は、入団後の最初の春季キャンプでは、育成選手にもかかわらず一軍キャンプメンバーに抜擢された。しかし、序盤にインフルエンザに罹患し、離脱した。シーズンが始まってからは三軍戦出場が主となり、チーム最多の44試合に出場。打率.320を記録した。一方、二軍公式戦には9試合に出場したが、1本も安打を打てなかった。
2021年は、3・4月の二軍公式戦で25試合に出場し、打率.387、出塁率.506を記録、ファーム月間MVPを獲得。その後も好調を維持し、二軍公式戦51試合に出場で打率.321、2本塁打、出塁率.438を記録した。6月15日からは育成選手ながら一軍全体練習に参加すると、監督の原辰徳からも高評価を受け、17日、支配下選手登録された。背番号は93。翌18日に初めて一軍登録されたが、代走で1試合に起用されたのみで、同24日に登録を抹消された。その後は一軍に昇格することなく、11月15日に育成契約への移行を前提として自由契約とすることを通告された。12月9日、40万円増となる推定年俸460万円で育成選手として再契約した。背番号は093に変更された。
2022年は、イースタン・リーグ72試合に出場して打率.209、3本塁打に終わり、この年は支配下登録されることはなかった。リーグ戦終了後はみやざきフェニックス・リーグにも参加していたが、その途中の10月28日に翌年の契約を結ばないことを通告された。その後、11月8日の12球団合同トライアウトに参加。3打席で2三振、投手ゴロの結果だった。

### KAL・北九州時代
2022年12月26日、九州アジアリーグ・福岡北九州フェニックス（2023年2月より北九州下関フェニックスに球団名変更）へ入団することで合意したと発表された。同リーグでは、打率、本塁打、打点、安打、得点、出塁率のいずれの部門でも上位に名前を連ねる好調ぶりを見せている。最終的には公式記録賞の対象となる部門ではリーグトップになれなかったものの、得点や長打率、OPSはリーグトップで、この年から初めて表彰が始まったリーグのベストナインに二塁手として選出された。
2024年2月16日、今シーズンから選手兼任で野手コーチに就任することが発表された。同年シーズンは主に3番を務めて打率.371を記録し、優勝したチームでクリーンナップの一角を担った。チームメイトの中田航大と同数（41盗塁）で盗塁王のタイトルを獲得した。また、前年とは異なる遊撃手の部門でベストナインに選出された。12月10日、選手兼任での監督就任が発表された。

## 選手としての特徴
高い身体能力を誇り、50メートル走で5秒9を記録。守備範囲が広く、内・外野全ポジションを守れるユーティリティープレイヤー。巨人監督の原辰徳は、平間の守備について「非常に良い」と高評価している。小柄な体格ながら、打撃ではパンチ力を秘める。
平間は自身の打撃、守備、走塁について「キレキレ」と表現している。

## 人物
徳島県出身、四国IL・徳島から巨人に育成指名、プロ入り前に一時は野球を離れて社会人経験があるといった共通項の多い、巨人時代のチームメイトの増田大輝とは公私ともに仲が良い。2020年のシーズンオフには合同で自主トレーニングを行っている。
大の自動車好き。夢は日産自動車のGT-Rを購入することであり、徳島時代は自身のグラブに「GT-R」と刺繍を入れていた。巨人時代、チームメイトの重信慎之介によるYouTubeチャンネル「しげガレージ / SHIGE GARAGE」の2022年8月8日公開動画に出演し、愛車のトヨタ・86を紹介している。
走攻守三拍子揃っており、憧れの選手に源田壮亮を挙げる。

## 詳細情報

### 年度別打撃成績
| 年 度     | 球 団     | 試 合 | 打 席 | 打 数 | 得 点 | 安 打 | 二 塁 打 | 三 塁 打 | 本 塁 打 | 塁 打 | 打 点 | 盗 塁 | 盗 塁 死 | 犠 打 | 犠 飛 | 四 球 | 敬 遠 | 死 球 | 三 振 | 併 殺 打 | 打 率 | 出 塁 率 | 長 打 率 | O P S |
| --------- | --------- | ----- | ----- | ----- | ----- | ----- | -------- | -------- | -------- | ----- | ----- | ----- | -------- | ----- | ----- | ----- | ----- | ----- | ----- | -------- | ----- | -------- | -------- | ----- |
| 2021      | 巨人      | 1     | 0     | 0     | 0     | 0     | 0        | 0        | 0        | 0     | 0     | 0     | 0        | 0     | 0     | 0     | 0     | 0     | 0     | 0        | ----  | ----     | ----     | ----  |
| 通算：1年 | 通算：1年 | 1     | 0     | 0     | 0     | 0     | 0        | 0        | 0        | 0     | 0     | 0     | 0        | 0     | 0     | 0     | 0     | 0     | 0     | 0        | ----  | ----     | ----     | ----  |

- 2022年度シーズン終了時

### 表彰
- ファーム月間MVP：1回（2021年3・4月[19]）

### 記録

#### NPB
初記録
- 初出場：2021年6月22日、対横浜DeNAベイスターズ9回戦（石川県立野球場）、8回裏に大城卓三の代走で出場

### 国内独立リーグでの打撃成績
以下の数値は四国アイランドリーグplusウェブサイト掲載の各シーズン選手成績、および2019年度以降はリンクされている「一球速報」による。
| 年 度       | 球 団       | 打 率 | 試 合 | 打 席 | 打 数 | 得 点 | 安 打 | 二 塁 打 | 三 塁 打 | 本 塁 打 | 打 点 | 三 振 | 四 球 | 死 球 | 犠 打 | 犠 飛 | 盗 塁 | 長 打 率 | 出 塁 率 |
| ----------- | ----------- | ----- | ----- | ----- | ----- | ----- | ----- | -------- | -------- | -------- | ----- | ----- | ----- | ----- | ----- | ----- | ----- | -------- | -------- |
| 2015        | 徳島        | .313  | 33    | 93    | 80    | 7     | 25    | 5        | 1        | 0        | 9     | 13    | 4     | 1     | 7     | 0     | 4     | .400     | .353     |
| 2016        | 徳島        | .245  | 65    | 282   | 245   | 43    | 60    | 7        | 4        | 0        | 16    | 41    | 22    | 5     | 10    | 0     | 17    | .306     | .319     |
| 2017        | 徳島        | .251  | 58    | 203   | 167   | 20    | 42    | 2        | 1        | 2        | 21    | 31    | 23    | 4     | 9     | 0     | 9     | .311     | .355     |
| 2018        | 徳島        | .269  | 22    | 76    | 67    | 6     | 18    | 1        | 0        | 0        | 3     | 14    | 6     | 0     | 3     | 0     | 2     | .283     | .328     |
| 2019        | 徳島        | .276  | 69    | 270   | 228   | 31    | 63    | 4        | 5        | 2        | 27    | 30    | 33    | 3     | 5     | 1     | 43    | .364     | .374     |
| 2023        | 北九州      | .350  | 77    | 339   | 283   | 79    | 99    | 14       | 10       | 7        | 47    | 28    | 44    | 6     | 2     | 4     | 37    | .544     | .442     |
| 2024        | 北九州      | .371  | 75    | 341   | 275   | 66    | 102   | 16       | 6        | 5        | 66    | 22    | 51    | 6     | 6     | 3     | 41    | .527     | .475     |
| 四国IL：5年 | 四国IL：5年 | .264  | 247   | 924   | 787   | 107   | 208   | 19       | 11       | 4        | 76    | 129   | 88    | 13    | 34    | 1     | 75    | .332     | .348     |
| KAL：2年    | KAL：2年    | .360  | 152   | 680   | 558   | 145   | 201   | 30       | 16       | 12       | 113   | 50    | 95    | 12    | 8     | 7     | 78    | .536     | .458     |

- 2024年シーズン終了時点。
- 各年度の太字はリーグ最高。

### 海外独立リーグでの打撃成績
| 年 度       | 球 団       | 試 合 | 打 席 | 打 数 | 得 点 | 安 打 | 二 塁 打 | 三 塁 打 | 本 塁 打 | 塁 打 | 打 点 | 盗 塁 | 盗 塁 死 | 犠 打 | 犠 飛 | 四 球 | 敬 遠 | 死 球 | 三 振 | 併 殺 打 | 打 率 | 出 塁 率 | 長 打 率 | O P S |
| ----------- | ----------- | ----- | ----- | ----- | ----- | ----- | -------- | -------- | -------- | ----- | ----- | ----- | -------- | ----- | ----- | ----- | ----- | ----- | ----- | -------- | ----- | -------- | -------- | ----- |
| 2016        | 四国ILp選抜 | 19    | 72    | 63    | 6     | 20    | 4        | 0        | 0        | 24    | 14    | 4     | 3        | 5     | 0     | 2     | 0     | 2     | 15    | -        | .317  | .358     | .381     | .739  |
| 2019        | 四国ILp選抜 | 20    | 77    | 66    | 8     | 21    | 2        | 1        | 0        | 25    | 9     | 10    | 4        | 1     | 0     | 8     | 0     | 2     | 15    | -        | .318  | .408     | .379     | .787  |
| Can-Am：2年 | Can-Am：2年 | 39    | 149   | 129   | 14    | 41    | 6        | 1        | 0        | 49    | 23    | 14    | 7        | 6     | 0     | 10    | 0     | 4     | 30    | -        | .318  | .385     | .380     | .764  |

### 背番号
- 3（2015年 - 2017年）
- 0（2018年 - 2019年、2023年 - ）
- 002（2020年 - 2021年6月16日）
- 93（2021年6月17日 - 同年終了）
- 093（2022年）